# Vollständig positiver Operator
Vollständig positive Operatoren werden im mathematischen Teilgebiet der Funktionalanalysis untersucht. Es handelt sich um positive, lineare Operatoren zwischen C*-Algebren, bei denen die Fortsetzungen auf die Matrixalgebren ebenfalls positiv sind.

## Definitionen
Eine stetige, lineare Abbildung {\displaystyle P:A\rightarrow B} zwischen zwei C*-Algebren {\displaystyle A} und {\displaystyle B} heißt positiv, falls {\displaystyle P} positive Elemente auf positive Elemente abbildet, das heißt, falls {\displaystyle P(a^{*}a)} für jedes {\displaystyle a\in A} die Form {\displaystyle b^{*}b} für ein {\displaystyle b\in B} hat.
Für {\displaystyle n\in \mathbb {N} } sei {\displaystyle M_{n}(A)} die C*-Algebra der {\displaystyle n\times n}-Matrizen über {\displaystyle A}. Diese ist isomorph zum Tensorprodukt aus {\displaystyle A} und der C*-Algebra {\displaystyle M_{n}(\mathbb {C} )} der komplexen {\displaystyle n\times n}-Matrizen. Die Abbildung {\displaystyle P:A\rightarrow B} definiert Abbildungen
{\displaystyle P_{n}=P\otimes \mathrm {id} _{M_{n}(\mathbb {C} )}\,:M_{n}(A)\rightarrow M_{n}(B),\quad P_{n}((a_{i,j})_{i,j=1,\ldots n}):=(P(a_{i,j}))_{i,j=1,\ldots n}}.
{\displaystyle P} heißt {\displaystyle n}-positiv, falls {\displaystyle P_{n}} positiv ist. {\displaystyle P} heißt vollständig positiv, falls {\displaystyle P} {\displaystyle n}-positiv ist für alle {\displaystyle n\in \mathbb {N} }.

## Beispiele
Jeder positive, lineare Operator auf einer kommutativen C*-Algebra ist vollständig positiv.
Jeder Zustand auf einer C*-Algebra ist vollständig positiv. Allgemeiner ist jeder positive Operator von einer C*-Algebra in eine kommutative C*-Algebra vollständig positiv.
Alle *-Homomorphismen sind vollständig positiv. Ist allgemeiner {\displaystyle \pi :A\rightarrow B} ein *-Homomorphismus und {\displaystyle b\in B}, so definiert {\displaystyle P(a):=b^{*}\pi (a)b} einen vollständig positiven Operator. Nach dem Satz von Stinespring gilt für vollständig positive Operatoren mit Norm kleiner gleich 1 die Umkehrung.
Die Transposition {\displaystyle P} auf der C*-Algebra {\displaystyle M_{2}(\mathbb {C} )} ist ein positiver Operator, der nicht vollständig positiv ist. Beispielsweise ist 
{\displaystyle {\begin{pmatrix}1&0&0&1\\0&0&0&0\\0&0&0&0\\1&0&0&1\end{pmatrix}}\in M_{4}(\mathbb {C} )=M_{2}(M_{2}(\mathbb {C} ))}
ein positives Element, aber
{\displaystyle P_{2}{\big (}{\begin{pmatrix}1&0&0&1\\0&0&0&0\\0&0&0&0\\1&0&0&1\end{pmatrix}}{\big )}={\begin{pmatrix}P({\begin{pmatrix}1&0\\0&0\end{pmatrix}})&P({\begin{pmatrix}0&1\\0&0\end{pmatrix}})\\P({\begin{pmatrix}0&0\\1&0\end{pmatrix}})&P({\begin{pmatrix}0&0\\0&1\end{pmatrix}})\end{pmatrix}}={\begin{pmatrix}1&0&0&0\\0&0&1&0\\0&1&0&0\\0&0&0&1\end{pmatrix}}}
ist nicht positiv, denn die Determinante ist gleich −1. Daher ist {\displaystyle P} nicht 2-positiv.

## Eigenschaften und Anwendungen

### Kadison-Schwarz-Ungleichung
Es sei {\displaystyle P:A\rightarrow B} eine 2-positive, lineare Abbildung zwischen C*-Algebren mit Einselement und es sei {\displaystyle P(1)=1}. Dann gilt die schwarzsche Ungleichung
{\displaystyle P(a)^{*}P(a)\leq P(a^{*}a)} für alle {\displaystyle a\in A}.
Allgemeiner gilt für eine vollständig positive Abbildung
{\displaystyle P(a)^{*}P(a)\leq \|P\|P(a^{*}a)} für alle {\displaystyle a\in A},
was auch als Kadison-Schwarz-Ungleichung bekannt ist.
Ist {\displaystyle P} nur positiv, so gilt obige Ungleichung nur für normale Elemente.

### Nukleare C*-Algebren
Nukleare C*-Algebren lassen sich wie folgt mittels vollständig positiver Operatoren charakterisieren: Eine C*-Algebra {\displaystyle A} ist genau dann nuklear, wenn die Identität {\displaystyle \mathrm {id} _{A}} punktweiser Normlimes vollständig positiver, 1-beschränkter Operatoren endlichen Ranges ist, das heißt, es gibt ein Netz {\displaystyle (P_{i})_{i\in I}} vollständig positiver Operatoren mit {\displaystyle \mathrm {dim} P_{i}(A)<\infty } und {\displaystyle \|P_{i}\|\leq 1} für alle {\displaystyle i\in I} und {\displaystyle \textstyle \lim _{i\in I}\|P_{i}(a)-a\|=0} für alle {\displaystyle a\in A}.

### Liftungssatz von Choi-Effros
Es gilt folgende auch als Liftungssatz von Choi-Effros bekannte Aussage:
Sei {\displaystyle A} eine nukleare C*-Algebra und {\displaystyle P:A\rightarrow B/J} ein vollständig positiver Operator mit {\displaystyle \|P\|\leq 1} in die Quotientenalgebra der C*-Algebra {\displaystyle B} nach dem abgeschlossenen, zweiseitigen Ideal {\displaystyle J}. Dann gibt es einen vollständig positiven Operator {\displaystyle Q:A\rightarrow B} mit {\displaystyle \|Q\|\leq 1} und {\displaystyle P=\pi \circ Q}, wobei {\displaystyle \pi :B\rightarrow B/J} die Quotientenabbildung sei.